# Pyralinae
Pyralinae es una subfamilia numerosa de lepidópteros glosados de la familia de los pirálidos. Son la subfamilia típica de las polillas de los pirálidos y se encuentran prácticamente en todo el mundo, en algunos casos gracias a la introducción involuntaria de los humanos. Sin embargo, son bastante raras en América, y su diversidad en la región australiana también es muy limitada. En total, esta subfamilia incluye unas 900 especies y se siguen descubriendo nuevas. Al igual que muchos de sus parientes de la superfamilia Pyraloidea, las larvas de oruga de las Pyralinae —y en algunos casos incluso los adultos— han desarrollado la capacidad de utilizar alimentos inusuales para su nutrición; algunos de estos hábitos pueden resultar perjudiciales para los humanos como plagas de productos almacenados.

## Descripción y  ecología

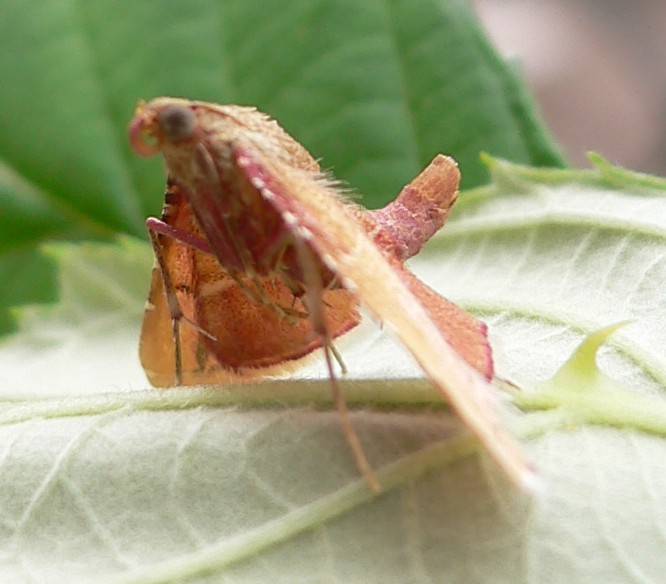
Endotricha flammealis adulta de Endotrichini en postura típica de reposo

Esta subfamilia reúne polillas de tamaño mediano a pequeño con una coloración más o menos críptica que incluye, con mayor frecuencia, varios matices de colores marrones. Las hembras adultas de Pyralinae (excepto Cardamyla y Embryoglossa) se caracterizan por tener las bursas del conducto genital cortas que apenas se extienden hacia adelante más allá del segmento abdominal 7. Por lo demás, son polillas de tamaño mediano indistinguibles (grandes según los estándares Pyralidae) que al menos a veces se pueden diferenciar de sus parientes por poseer la vena 7 del ala anterior y tener las venas 7 y 8 del ala posterior no unidas cuando son adultas.
La polilla de la harina (Pyralis farinalis) y la polilla de la grasa (Aglossa pinguinalis) son plagas de los productos alimenticios almacenados. En el caso de la polilla de la grasa incluidas, como su nombre lo indica, grasas (que también son comidas por las polillas adultas), y se han propagado inadvertidamente por casi todo el mundo por el transporte de dichos productos. La mayoría de las orugas de las demás especies se alimentan de hojas; las larvas extremadamente polífagas de Pyralis manihotalis han sido criadas a partir de guano de murciélago.

## Taxonomía
La sistemática y taxonomía de esta subfamilia es algo provisional. Para 2007 no se había realizado ningún análisis filogenético cuantitativo, pero a mediados de la década de 1990, se preparó el terreno para estudios posteriores con exhaustivas revisiones cualitativas de la morfología de Pyralinae. Sin embargo, existen algunos estudios cladísticos de Pyraloidea que ubican a Pyralinae entre las polillas de hocico avanzadas, un linaje que de otro modo incluye las subfamilias aún más autapomórficas Epipaschiinae y Phycitinae.
Aunque Pyralinae contiene un gran número de géneros y especies, solo hay tres tribus generalmente aceptadas. Otros que fueron propuestos anteriormente (en algunos casos incluso como subfamilias independientes dentro de Pyralidae) son tratados como sinónimos menores de Pyralini. Se considera que un gran número de géneros no pueden asignarse de forma fiable a una de las tres tribus.

Las tribus – algunos géneros y especies importantes también – y los géneros de afiliación poco clara en esta subfamilia incluyen:
| Endotrichini Ragonot, 1890 (= Endotrichinae) - Endotricha Zeller, 1847 - Endotricha flammealis - Endotricha ignealis - Endotricha pyrosalis - Persicoptera Meyrick, 1884 - Persicoptera compsopa | Hypotiini Chapman, 1902 (= Hypotiinae) - Hypotia Zeller, 1847 | Pyralini - Almost 40 genera |

Géneros incertae sedis
- Acteniopsis Amsel, 1959
- Adulis Ragonot, 1891
- Aglossodes Ragonot, 1891
- Antisindris Marion, 1955
- Arctioblepsis C. & R.Felder, 1862
- Benderia Amsel, 1949
- Betsimisaraka Marion, 1955
- Burgeonidea Ghesquière, 1942
- Celetostola Meyrick, 1936
- Comaria Ragonot, 1892
- Cosmethella Munroe & Shaffer, 1980
- Delopterus Janse, 1922
- Diboma Walker, 1863
- Diloxia Hampson, 1896
- Discordia Swinhoe, 1885
- Elaealis Hampson, 1906
- Embryoglossa Warren, 1896
- Epacternis Meyrick, 1933
- Ethelontides Meyrick, 1934
- Euryzonella Ghesquière, 1942
- Eutrichodes Warren, 1891
- Grammiphlebia Hampson, 1906
- Gvelilia Strand, 1920
- Haplosindris Viette, 1953
- Heterocrasa Warren, 1896
- Hirayamaia Marumo, 1917
- Hyboloma Ragonot, 1891
- Hypanchyla Warren, 1891
- Hypsidia Rothschild, 1896
- Imerina Ragonot, 1891
- Lamacha Walker, 1863
- Larice Ragonot, 1892
- Latagognoma Tams, 1935
- Lophocera Kenrick, 1917
- Lorymav Walker, 1859 (Pyralini?)
- Lorymana Strand, 1915
- Lorymodes Hampson, 1917
- Macropyralis Amsel, 1953
- Marionana Viette, 1953
- Maschalandra Meyrick, 1937
- Meca Karsch, 1900
- Megalomia Ragonot, 1891
- Melanalis Hampson, 1906
- Mesosindris Viette, 1967
- Methora Walker, 1866
- Micromystix de Joannis, 1929
- Mimicia Caradja, 1925
- Minooa Yamanaka, 1996
- Mittonia Whalley, 1964
- Namibina Leraut, 2007
- Namibiodes Leraut, 2007
- Neobostra Hampson, 1906
- Nhoabe Viette, 1953
- Nussia Leraut, 2009
- Ocydina Meyrick, 1936
- Omphalobasella Strand, 1915
- Omphalomia Swinhoe, 1894
- Orybina Snellen, 1895
- Parachmidia Hampson, 1896
- Paraglossa Hampson, 1906
- Paraphycita Hampson, 1901
- Perforadix Sein, 1930
- Perula Mabille, 1900
- Peucela Ragonot, 1891
- Phasga Walker, 1863
- Pithyllis Grünberg, 1910
- Poliostola Janse, 1922
- Polycampsis Warren, 1896
- Propachys Walker, 1863
- Proropera Warren, 1896
- Prosaris Meyrick, 1894
- Proteinia Hampson, 1896
- Pseudozitha Leraut, 2007
- Pyralosis Amsel, 1957
- Rhynchetera Hampson, 1896
- Rhynchopygia Hampson, 1896
- Rostripalpus Hampson, 1896
- Rungsina Leraut, 2004
- Sacada Walker, 1862
- Setomigma Ghesquière, 1942
- Scotomera Butler, 1881 (Pyralini?)
- Sindris Boisduval, 1833
- Sphalerosticha Warren, 1897
- Sybrida Walker, 1865
- Tegulifera Saalmüller, 1880 (Pyralini?)
- Toccolosida Walker, 1863
- Trihauchenia Warren, 1892
- Triphassa Hübner, 1818
- Tyndis Ragonot, 1891
- Vitessidia Rothschild & Jordan, 1905
- Xenomilia Warren, 1896
- Zitha Walker, [1866] (including Tamraca; Pyralini?)

El género Micronix, anteriormente ubicado en esta subfamilia, parece pertenecer a Crambidae, pero su ubicación exacta es oscura. Similar aTanaobela.